# ديفيد كوتس (دبلوماسي)
ديفيد كوتس (بالإنجليزية: David Coates)‏ هو دبلوماسي بريطاني، ولد في 13 نوفمبر 1947.